# Tuszewo (województwo warmińsko-mazurskie)
Tuszewo – wieś w Polsce położona w województwie warmińsko-mazurskim, w powiecie iławskim, w gminie Lubawa.
W latach 1975–1998 miejscowość administracyjnie należała do województwa olsztyńskiego.
Przez wieś przebiega droga wojewódzka nr 541.